# Agrilus inquinatus
Agrilus inquinatus é uma espécie de inseto do género Agrilus, família Buprestidae, ordem Coleoptera.
Foi descrita cientificamente por Saunders, em 1874.